# منتزعة الكبريت
منتزعة الكبريت (الاسم العلمي: Desulfovibrio) هي جنس من البكتيريا، سلبية الغرام، تتبع فصيلة الحليزنيات.
ارتبط فرط نمو منتزعة الكببريت بداء الأمعاء الالتهابي وتجرثم الدم ومرض باركنسون.

## أصنوفات
الأصنوفات الأدنى لهذا الكائن:
- كود سباركل
- تحديث القائمة

نوع:منتزعة الكبريت الأرضية 
اسم علمي: Desulfovibrio termitidis

نوع:منتزعة الكبريت الأركتيكية 
اسم علمي: Desulfovibrio arcticus

نوع:منتزعة الكبريت الأسبوينية 
اسم علمي: Desulfovibrio aespoeensis

نوع:منتزعة الكبريت الإسفينية 
اسم علمي: Desulfovibrio cuneatus

نوع:منتزعة الكبريت الأفريقية 
اسم علمي: Desulfovibrio africanus

نوع:منتزعة الكبريت الأكريليكية 
اسم علمي: Desulfovibrio acrylicus

نوع:منتزعة الكبريت الأكزاميكية 
اسم علمي: Desulfovibrio oxamicus

نوع:منتزعة الكبريت الألاسكينية 
اسم علمي: Desulfovibrio alaskensis

نوع:منتزعة الكبريت الإندونيسينية 
اسم علمي: Desulfovibrio indonesiensis

نوع:منتزعة الكبريت الأوكسيسلينية 
اسم علمي: Desulfovibrio oxyclinae

نوع:منتزعة الكبريت الأيداهونينية 
اسم علمي: Desulfovibrio idahonensis

نوع:منتزعة الكبريت الباردة 
اسم علمي: Desulfovibrio frigidus

نوع:منتزعة الكبريت البئرية 
اسم علمي: Desulfovibrio putealis

نوع:منتزعة الكبريت الباستينية 
اسم علمي: Desulfovibrio bastinii

نوع:منتزعة الكبريت الباكيسية 
اسم علمي: Desulfovibrio paquesii

نوع:منتزعة الكبريت البحرية 
اسم علمي: Desulfovibrio marinus

نوع:منتزعة الكبريت البحيرية الفريكسلية 
اسم علمي: Desulfovibrio lacusfryxellense

نوع:منتزعة الكبريت البرازيلينية 
اسم علمي: Desulfovibrio brasiliensis

نوع:منتزعة الكبريت البسيطة 
اسم علمي: Desulfovibrio simplex

نوع:منتزعة الكبريت البنزرتينية 
اسم علمي: Desulfovibrio bizertensis

نوع:منتزعة الكبريت البوركينينية 
اسم علمي: Desulfovibrio burkinensis

نوع:منتزعة الكبريت البياضينية 
اسم علمي: Desulfovibrio biadhensis

نوع:منتزعة الكبريت التونسينية 
اسم علمي: Desulfovibrio tunisiensis

نوع:منتزعة الكبريت الحرمائية 
اسم علمي: Desulfovibrio hydrothermalis

نوع:منتزعة الكبريت الحزامية 
اسم علمي: Desulfovibrio zosterae

نوع:منتزعة الكبريت الراسبية البحرية 
اسم علمي: Desulfovibrio marinisediminis

نوع:منتزعة الكبريت السنغافورينية 
اسم علمي: Desulfovibrio singaporenus

نوع:منتزعة الكبريت السينيزية 
اسم علمي: Desulfovibrio senezii

نوع:منتزعة الكبريت الشائعة 
اسم علمي: Desulfovibrio vulgaris

نوع:منتزعة الكبريت الشاطئية البحرية 
اسم علمي: Desulfovibrio litoralis

نوع:منتزعة الكبريت الشعرية 
اسم علمي: Desulfovibrio capillatus

نوع:منتزعة الكبريت الضخمة 
اسم علمي: Desulfovibrio gigas

نوع:منتزعة الكبريت الطويلة 
اسم علمي: Desulfovibrio longus

نوع:منتزعة الكبريت العملاقة 
اسم علمي: Desulfovibrio giganteus

نوع:منتزعة الكبريت العميقة 
اسم علمي: Desulfovibrio profundus

نوع:منتزعة الكبريت الغابونينية 
اسم علمي: Desulfovibrio gabonensis

نوع:منتزعة الكبريت الفيتنامينية 
اسم علمي: Desulfovibrio vietnamensis

نوع:منتزعة الكبريت الكربينولية 
اسم علمي: Desulfovibrio carbinolicus

نوع:منتزعة الكبريت الكسولة 
اسم علمي: Desulfovibrio piger

نوع:منتزعة الكبريت اللامتوقعة 
اسم علمي: Desulfovibrio inopinatus

نوع:منتزعة الكبريت الليجالية 
اسم علمي: Desulfovibrio legallii

نوع:منتزعة الكبريت المحيطية 
اسم علمي: Desulfovibrio oceani

نوع:منتزعة الكبريت المراكشينية 
اسم علمي: Desulfovibrio marrakechensis

نوع:منتزعة الكبريت المستمحلة 
اسم علمي: Desulfovibrio halophilus

نوع:منتزعة الكبريت المصبية 
اسم علمي: Desulfovibrio portus

نوع:منتزعة الكبريت المعوية 
اسم علمي: Desulfovibrio intestinalis

نوع:منتزعة الكبريت المغناطيسية 
اسم علمي: Desulfovibrio magneticus

نوع:منتزعة الكبريت المكسيكينية 
اسم علمي: Desulfovibrio mexicanus

نوع:منتزعة الكبريت الناحلة 
اسم علمي: Desulfovibrio gracilis

نوع:منتزعة الكبريت راغبة الملح 
اسم علمي: Desulfovibrio salexigens

نوع:منتزعة الكبريت متحملة البرودة 
اسم علمي: Desulfovibrio psychrotolerans

نوع:منتزعة الكبريت متحملة القلويات 
اسم علمي: Desulfovibrio alkalitolerans

نوع:منتزعة الكبريت متحملة الهواء 
اسم علمي: Desulfovibrio aerotolerans

نوع:منتزعة الكبريت محبة البوتيرات 
اسم علمي: Desulfovibrio butyratiphilus

نوع:منتزعة الكبريت محبة الحديد 
اسم علمي: Desulfovibrio ferrophilus

نوع:منتزعة الكبريت محبة الحمض الأميني 
اسم علمي: Desulfovibrio aminophilus

نوع:منتزعة الكبريت محبة الضغط 
اسم علمي: Desulfovibrio piezophilus

نوع:منتزعة الكبريت محبة الكحول 
اسم علمي: Desulfovibrio carbinoliphilus

نوع:منتزعة الكبريت مختزلة أكسيد الحديد الثلاثي 
اسم علمي: Desulfovibrio ferrireducens

نوع:منتزعة الكبريت مفككة مركبات الكبريت 
اسم علمي: Desulfovibrio sulfodismutans

نوع:منتزعة الكبريت ملتهمة الفركتوز 
اسم علمي: Desulfovibrio fructosivorans

نوع:منتزعة الكبريت ملتهمة الكحول 
اسم علمي: Desulfovibrio alcoholivorans

نوع:منتزعة الكبريت منتزعة السلفاركانز 
اسم علمي: Desulfovibrio desulfuricans

نوع:منتزعة الكبريت والكلور ملتهمة الأسيتات 
اسم علمي: Desulfovibrio dechloracetivorans

نوع:Desulfovibrio baarsii 
اسم علمي: Desulfovibrio baarsii

نوع:Desulfovibrio baculatus 
اسم علمي: Desulfovibrio baculatus

نوع:Desulfovibrio ferfireducens 
اسم علمي: Desulfovibrio ferfireducens

نوع:Desulfovibrio furfuralis 
اسم علمي: Desulfovibrio furfuralis

نوع:Desulfovibrio longreachensis 
اسم علمي: Desulfovibrio longreachensis

نوع:Desulfovibrio salinus 
اسم علمي: Desulfovibrio salinus

نوع:Desulfovibrio sapovorans 
اسم علمي: Desulfovibrio sapovorans

نوع:Desulfovibrio senegalensis 
اسم علمي: Desulfovibrio senegalensis

نوع:Desulfovibrio thermophilus 
اسم علمي: Desulfovibrio thermophilus